# Fábrica de harinas Nuestra Señora del Rosario
La fábrica de harinas Nuestra Señora del Rosario es una antigua fábrica situada entre la avenida de Jaén y la calle Llana, en la localidad española de Fuerte del Rey, provincia de Jaén.

## Historia y descripción
La fábrica fue fundada en 1930 por Francisco Arroyo Toro y hasta 1974 recogía y molía los granos, fundamentalmente trigo, de buena parte de la campiña, formando parte de un sistema productivo y comercial que ya en los años setenta empezó a resquebrajarse. En torno a esta fábrica ha girado la vida económica de Fuerte del Rey hasta tal punto que aún a principios del siglo XXI, tras años de cese de su actividad, forma parte de la memoria colectiva y constituye un referente identitario principal para esta población. Sobre dicho espacio actualmente está planteado un centro de documentación, interpretación y difusión de la tecnología agraria y la memoria colectiva relacionada con la agricultura y las formas de vida de la comarca.
La fábrica se encuentra en la actualidad ocupando un espacio central de la localidad: cerca del ayuntamiento y la iglesia, próxima a la plaza de la Constitución entre la avenida de Jaén, la calleja de la Harina y la calle Llana.
La estructura conservada consta de tres espacios contiguos pero diferenciados. El primero, el edificio principal, es una construcción rectangular donde se encuentra la mayor parte de la maquinaria. Consta de dos plantas y un semisótano. Es peculiar que este edificio se levanta mediante una estructura de hormigón armado una solución constructiva que hasta casi cincuenta años después no va a ser usada de forma regular en las edificaciones de la localidad. El semisótano y la planta baja están resueltos con forjados de viguetas de madera apoyadas en muros y jácenas metálicas, y entrevigado del mismo material. La planta primera está resuelta con viguetas de acero y bovedilla de ladrillo. La cubierta es plana, de planchas de acero soldadas. El suelo del semisótano es de cemento y el de las plantas de piso de madera.
El segundo espacio, transversal a éste, es el de nave-almacén, con dos plantas. Fue construida de manera tradicional de sillarejo y enlucidos con yeso. La planta baja está resuelta con forjado de viguetas metálicas que descansan en muros laterales y viga central, la planta primera consta de cubierta a dos aguas con teja curva cerámica sobre estructura de rollizo y tablero de madera con cerchón. En la planta baja el suelo es de baldosa hidráulica y carece de pavimento en la primera. El tercer espacio, contiguo al segundo es un anejo con diversas dependencias resuelto en la planta baja con entramado de rollizos de madera y entrevigado de ladrillo a revoltón que descansa sobre muros y machones y en la planta primera con cubierta a dos aguas con teja curva cerámica sobre estructura de rollizos de madera y tablero en pendiente de ladrillo, apoyadas en muros extremos y pórtico intermedio de machones de fábrica y dintel de madera. El suelo es de baldosa hidráulica en planta baja y sin pavimento en la primera.
Tanto las paredes de las naves almacenes como del espacio de anejos se encuentran revestidas de yeso al interior y revoco al exterior. La carpintería de la fábrica es de madera en puertas y ventanas. Las escaleras en el espacio de la molinería son de madera y en el resto de peldañeado de ladrillo. En el conjunto de la fábrica se conservan como bienes muebles buena parte de la maquinaria y mecánica de trabajo: motor, elevadores, volteos, recolectores, cernedores, deshilachadores, secaderos, sistemas de lavado, molienda, secaderos y demás aperos y útiles.

## Estatus patrimonial
La fábrica de harinas Nuestra Señora del Rosario fue declarada Bien de Interés Cultural, con la tipología de Lugar de Interés Etnológico y se estableció su inscripción con carácter específico en el Catálogo General del Patrimonio Histórico Andaluz por Orden de 26 de febrero de 2004 de la consejería de Cultura de la Junta de Andalucía y goza del nivel de protección establecido para dichos bienes en la Ley 14/2007, de 26 de noviembre, del Patrimonio Histórico de Andalucía. La zona protegida abarca los tres espacios de naves en su totalidad, además de los bienes muebles que se encuentran en su interior y algunas parcelas colindantes o próximas que se describen en los anexos de la orden.